# فرودگاه وسپم
فرودگاه وسپم (به انگلیسی: Waspam Airport) یک فرودگاه همگانی با کد یاتا WSP است که یک باند فرود شن دارد و طول باند آن ۱۲۵۰ متر است. این فرودگاه در کشور نیکاراگوئه قرار دارد .

## شرکت‌های هواپیمایی و مقصدهای پروازی
| شرکت‌های هواپیمایی  | مقصدهای پروازی       |
| ------------------ | -------------------- |
| اویانکا نیکاراگوئه | اوگوستو سزار ساندینو |